# 보성초등학교 (전남)
보성초등학교는 대한민국 전라남도 보성군 보성읍 보성리에 있는 공립 초등학교이다.

## 학교 연혁
- 1911년 7월 5일 보성공립보통학교 개교(설립인가 6월 22일)
- 1938년 4월 1일 보성북공립심상소학교로 개칭
- 1941년 4월 1일 보성북공립국민학교로 개칭
- 1965년 6월 1일 보성국민학교로 개칭
- 1991년 9월 1일 봉산분교장 통폐합
- 1992년 3월 1일 병설유치원 개원
- 1996년 3월 1일 보성초등학교 개칭
- 2019년 3월 1일 제47대 교장 이기호 부임
- 2020년 1월 8일 제108회 졸업 (졸업생 14,848명)
- 2020년 3월 1일 초등학교 12학급 편성, 병설유치원 3학급 편성

## 참고 자료
- 보성초등학교 - 한국교육학술정보원 학교알리미